# 馬都拉叉牙鰕虎魚
馬都拉叉牙鰕虎鱼（学名：Apocryptodon madurensis），又稱臥齒鯊，為輻鰭魚綱鰕虎鱼目鰕虎鱼科叉牙鰕虎鱼属的其中一種，分布於印度西太平洋區，從印度東岸至菲律賓，北至日本，南抵巴布亞紐幾內亞、澳洲，體長可達9公分，棲息在河口及潮間帶淡水及半鹹水處，以矽藻為食，會掘洞而居。

## 外部連結
- 馬都拉叉牙鰕虎鱼的圖片 （页面存档备份，存于）